# Noc Burnsa
Noc Burnsa (sco. Burns Nicht, również Dzień Roberta Burnsa, sco. Robert Burns Day, właśc. Kolacja Burnsa, sco. Burns supper) – szkockie święto obchodzone na cześć Roberta Burnsa, narodowego wieszcza Szkotów celebrowane w okolicach przypuszczalnego dnia jego narodzin tj. 25 stycznia. 
Święto, którego ceremoniałem jest między innymi zwyczaj wypicia whisky przy pomniku poety,  obchodzone jest zarówno w Szkocji, jak i w Irlandii Północnej. Również poza granicami kraju Szkoci organizują takie wieczory. Szkocki akcent można także spotkać w Polsce.
Aby uczcić urodziny i poezję swojego wieszcza, Szkoci celebrują uroczystą kolację, na której wysławia się haggis (tradycyjną regionalną potrawę), kobiety i whisky. Kolacja rozpoczyna się dźwiękiem dud szkockich i „Odą do haggisa”, wierszem, który Burns napisał na cześć tej szkockiej potrawy. Dalsze części kolacji to toasty wznoszone whisky: toast do haggisa, toast za Damy i toast za Panów, czytanie poezji i śpiewanie pieśni „wielkiego Robbie'ego Burnsa” oraz zabawa taneczna céilidh przy tradycyjnej muzyce (poza dudami są to skrzypce, akordeon, flety, bodhrán) wykonywanej na żywo.